# لئوی مولداوی
لئوی مولداوی (به انگلیسی: Moldovan leu) (به مولداویایی: leu moldovenesc) با کد ایزوی MDL، یکای پول رایج در کشور مولداوی است. مسئولیت کنترل این یکای پول بر عهدهٔ بانک ملی مولداوی قرار دارد.

## اسکناس‌ها
| نگاره                                                      | نگاره | بها       | ابعاد       | رنگ           | شرح        | شرح                     | شرح        | تاریخ      | تاریخ        |
| رو                                                         | پشت   | بها       | ابعاد       | رنگ           | رو         | پشت                     | ته‌نقش      | نخستین چاپ | انتشار       |
| ---------------------------------------------------------- | ----- | --------- | ----------- | ------------- | ---------- | ----------------------- | ---------- | ---------- | ------------ |
|                                                            |       | ۱ leu     | ۱۱۴ × ۵۸ mm | زرد           | استفن بزرگ | صومعه کاپریانا          | استفن بزرگ | ۱۹۹۴       | مه ۱۹۹۴      |
|                                                            |       | ۵ lei     | ۱۱۴ × ۵۸ mm | فیروزه‌ای روشن | استفن بزرگ | کلیسای سنت دومیترو      | استفن بزرگ | ۱۹۹۴       | آوریل ۱۹۹۴   |
|                                                            |       | ۱۰ lei    | ۱۲۱ × ۶۱ mm | قرمز          | استفن بزرگ | صومعه هیرجائوکا         | استفن بزرگ | ۱۹۹۴       | مه ۱۹۹۴      |
|                                                            |       | ۲۰ lei    | ۱۲۱ × ۶۱ mm | سبز           | استفن بزرگ | دژ سوروکا               | استفن بزرگ | ۱۹۹۲       | نوامبر ۱۹۹۳  |
|                                                            |       | ۵۰ lei    | ۱۲۱ × ۶۱ mm | صورتی         | استفن بزرگ | صومعه هیربووات          | استفن بزرگ | ۱۹۹۲       | مه ۱۹۹۴      |
|                                                            |       | ۱۰۰ lei   | ۱۲۱ × ۶۱ mm | نارنجی        | استفن بزرگ | دژ تیگهینا              | استفن بزرگ | ۱۹۹۲       | سپتامبر ۱۹۹۵ |
|                                                            |       | ۲۰۰ lei   | ۱۳۳ × ۶۶ mm | ارغوانی       | استفن بزرگ | ساختمان شهرداری کیشیناو | استفن بزرگ | ۱۹۹۲       | سپتامبر ۱۹۹۵ |
|                                                            |       | ۵۰۰ lei   | ۱۳۳ × ۶۶ mm | نارنجی و آبی  | استفن بزرگ | کلیسای جامع کیشیناو     | استفن بزرگ | ۱۹۹۲       | دسامبر ۱۹۹۹  |
|                                                            |       | ۱,۰۰۰ lei | ۱۳۳ × ۶۶ mm | آبی           | استفن بزرگ | کاخ ریاست‌جمهوری         | استفن بزرگ | ۱۹۹۲       | اکتبر ۲۰۰۳   |
| For table standards, see the banknote specification table. |       |           |             |               |            |                         |            |            |              |